# Architecte du gouvernement
Ne doit pas être confondu avec Diplôme d'architecte diplômé par le gouvernement.
Architecte du gouvernement est un titre officieux d'architecte en France.   

## Description
Fréquemment rencontré dans les annuaires d'architectes, ce titre n'est en réalité défini par aucun texte réglementaire et n'a jamais été attribué officiellement. Il désigne un architecte ayant été commissionné pour des travaux publics : « architectes des bâtiments civils, architectes diocésains, architectes départementaux et municipaux, architectes des monuments historiques, architectes-voyers »...
Afin de faire cesser « le port d'un titre non justifié », la direction de l'Architecture indique en 1951 que « les architectes qui occupent des fonctions officielles doivent porter non le titre d'Architecte du gouvernement mais celui qui est indiqué dans leur arrêté de nomination ».